# Dioctria nakanensis
Dioctria nakanensis är en tvåvingeart som beskrevs av Matsumura 1916. Dioctria nakanensis ingår i släktet Dioctria och familjen rovflugor. Inga underarter finns listade i Catalogue of Life.